# گابریلا اندرسن-شیس
گابریلا اندرسن-شیس (Gabriela ("Gaby") Andersen-Schiess) (متولد ۲۰ مه ۱۹۴۵ در زوریخ) دونده دوی استقامت سابق سوئیس و شرکت کننده در اولین دوی ماراتن زنان المپیک در بازی‌های المپیک تابستانی سال ۱۹۸۴است. او در آیداهو زندگی می‌کرد و به عنوان مربی اسکی در آنجا فعالیت داشت با این وجود او به نمایندگی از سوئیس در بازیهای سال ۱۹۸۴ لس آنجلس شرکت کرد.
او با وجود اینکه شدیداً" بی آب شده و بیشتر آب بدنش را از دست داده بود در دمای نزدیک به 30 درجه سانتیگراد، بیست دقیقه پس از جون بنوا برندهٔ مدال طلا، تلوتلوخوران در حالی‌که کادر پزشکی را از خود دور می‌کرد در میان تشویق‌های پرشور و حماسی تماشاگران به خط پایان رسید.